# Santo Tomás de Castilla
Ne pas confondre avec Matías de Gálvez y Gallardo, gouverneur espagnol.
Santo Tomás de Castilla, aussi appelée Matías de Gálvez, est une ville portuaire du département d'Izabal au Guatemala. Elle donne sur la baie d'Amatique qui fait partie du golfe du Honduras. Santo Tomás se situe dans la région administrative de Puerto Barrios.
Elle a été une colonie belge au XIXe siècle.
Un port y a été construit en 1976 après qu'un tremblement de terre a sérieusement endommagé celui de Puerto Barrios.

## Colonie belge
En 1843, une compagnie privée belge, la Compagnie belge de colonisation, achète Santo Tomás avec l'aide du roi Léopold Ier de Belgique afin de tenter d'y établir une colonie de peuplement. L'objectif de Léopold est non seulement d'exploiter de riches ressources naturelles, mais aussi de réduire la criminalité en Belgique. Pour ce faire, la CBC lance de vastes campagnes de propagande à destination des populations les plus défavorisées de Belgique, n'hésitant pas à dépeindre le « Vera-Paz » sous les couleurs de la terre promise, par des gravures exotiques, des prétendues lettres d'émigrés vantant les mérites de cette terre d'abondance, etc. L'opération est malgré tout un échec et est abandonnée en 1854 car les conditions de la région étaient inhospitalières et ont commencé à réduire rapidement la santé des colons. Le gouvernement belge envoie un navire pour rapatrier ses derniers ressortissants qui le désirent en 1855. 
Chose étonnante, la plupart des colons avaient pris goût à leurs nouvelles conditions d'existence  et refusèrent de quitter l'Amérique du Sud. Ils se dispersèrent, cherchant fortune chacun de son côté.
	.
Un film de An Van Diederen et Didier Volckaert intitulé Tu ne verras pas Verapaz (2002) retrace cette aventure et a reçu en 2004 le Prix du documentaire belge au prix Henri Storck, décerné par la Cinémathèque royale de Belgique.